# Rose Leke
Pour les articles homonymes, voir Leke.
Rose Gana Fomban Leke , née le 13 février 1947 à Kumbo, est une paludologue camerounaise et professeur émérite d'immunologie et de parasitologie à l'université de Yaoundé I.

## Enfance et éducation
Rose Leke souffre de paludisme à plusieurs reprises durant son enfance. Elle s'est d'abord intéressée à la médecine en raison du traitement qu'elle a reçu pour un abcès pulmonaire à Limbe lorsqu'elle avait six ans. Avec l’aide de ses parents, elle entame en 1966 ses études de premier cycle au Saint Mary-of-the-Woods College, dans l'Indiana, puis au campus d'Urbana-Champaign de l'Université de l'Illinois, dans le laboratoire de David Silverman. Elle soutient sa thèse de doctorat (Murine plasmodia: chronic, virulent and self-limiting infections) en 1979 à l'Université de Montréal.

## Recherches
Son domaine de recherches se focalise sur le paludisme associé à la grossesse (en), l'infection du placenta affectant le système immunitaire de la femme enceinte et entraînant des risques de complications létales. Elle a établi une collaboration de longue date avec Diana Taylor¨au sein des universités de Georgetown et de Hawaï,. Elles publient, avec d'autres chercheurs, une étude en 2018 qui montre que l'augmentation du nombre de parasites pendant la grossesse confère au fœtus une meilleure protection aux futures infections paludéennes, et suggère qu'une infection bénigne chez la femme enceinte pourrait prédisposer l'enfant à une plus grande résistance à la maladie.

## Prix et reconnaissance
Leke est une cadre de nombreuses organisations dans les domaines de l'immunologie et du paludisme. Elle a créé la Coalition camerounaise contre le paludisme (le CCAM, Cameroon coalition against malaria), qui pousse notamment les autorités publiques camerounaises à agir dans ce domaine, et qui est dirigée après son retrait par Esther Tallah.
Elle fut présidente de la Fédération des sociétés d'immunologie africaines (Federation of African Immunological Societies) entre 1997 et 2001, ainsi que membre du conseil de l'Union internationale des sociétés d'immunologie de 1998 à 2004. En 2002, un décret présidentiel la nomme président du conseil d'administration de l'Institut national de recherche médicale du Cameroun.  Elle remporte en 2011 le prix scientifique Kwame Nkrumah pour les femmes, de l'Union africaine, aux côtés de cinq autres récipiendaires. En 2015, Leke est élue membre honoraire international de la Société américaine de médecine tropicale et d'hygiène (en), et a créé le Consortium de l'Institut Supérieur pour l'essor de la recherche en santé pour les femmes (Higher Institute for Growth in Health Research for Women Consortium) afin d'encadrer les scientifiques camerounaises sur ces questions.
Lors de la soixante-et-onzième session de l'Assemblée mondiale de la santé en mai 2018, elle est honorée avec neuf autres femmes par General Electric Healthcare et le mouvement Women in Global Health en tant que « Héroïne de la santé », une récompense décernée aux scientifiques ayant contribué significativement aux soins médicaux dans le monde , et en 2019, elle est officiellement nommée reine mère de la communauté médicale du Cameroun par le conseil médical du pays. Elle fut également active au sein du Comité consultatif de l'Organisation mondiale de la santé sur la politique antipaludique et au sein du comité d'urgence pour l'éradication de la poliomyélite du Règlement sanitaire international.